# 유닉스웨어
유닉스웨어(UnixWare)는 SCO 그룹이 관리하는 유닉스 운영 체제이다. 유닉스웨어는 일반적으로 데스크톱 보다는 서버로 이용된다. 유닉스웨어의 이진 배포판을 x86 아키텍처 컴퓨터용으로 내려받아 사용할 수 있다. 원래는 AT&T의 유닉스 시스템 래버러토리스와 노벨의 제휴로 탄생한 유니벨이 출시되었다. 유닉스웨어는 주로 신뢰할 수 있고 확장할 수 있고 안전한 유닉스 서버로 광고하여 판매하고 있다.

## 공개 버전
| 연도 | 출시일               | 회사                   | 코드 기반 | 커널 버전 | 설명                                |
| ---- | -------------------- | ---------------------- | --------- | --------- | ----------------------------------- |
| 1991 | 유닉스웨어 1.0       | 유니벨                 | SVR4.2    | 1         |                                     |
| 1993 | 유닉스웨어 1.1       | 노벨                   |           | 1         |                                     |
|      | 유닉스웨어 1.1.1     | 노벨                   |           | 1         |                                     |
|      | 유닉스웨어 1.1.2     | 노벨                   |           | 1         |                                     |
|      | 유닉스웨어 1.1.3     | 노벨                   |           | 1         |                                     |
| 1995 | 유닉스웨어 2.0       | 노벨                   | SVR4.2MP  | 2.1       | SMP 지원                            |
|      | 유닉스웨어 1.1.4     | 노벨                   | SVR4.2    | 1         | 유닉스웨어 1의 첫 버전              |
| 1995 | 유닉스웨어 2.1       | 산타 크루즈 오퍼레이션 | SVR4.2MP  | 2.1       |                                     |
|      | 유닉스웨어 2.1.1     | 산타 크루즈 오퍼레이션 |           | 2.1.1     |                                     |
|      | 유닉스웨어 2.1.2     | 산타 크루즈 오퍼레이션 |           | 2.1.2     |                                     |
| 1998 | 유닉스웨어 2.1.3     | 산타 크루즈 오퍼레이션 |           | 2.1.3     | 유닉스웨어 2의 첫 버전              |
| 1998 | 유닉스웨어 7         | 산타 크루즈 오퍼레이션 | SVR5      | 7.0.1     | 유닉스웨어 2와 오픈서버 5의 병합    |
|      | 유닉스웨어 7.0.1     | 산타 크루즈 오퍼레이션 |           | 7.0.1     |                                     |
| 1999 | 유닉스웨어 7.1.0     | 산타 크루즈 오퍼레이션 |           | 7.1.0     |                                     |
| 2000 | 유닉스웨어 7.1.1     | 산타 크루즈 오퍼레이션 |           | 7.1.1     |                                     |
| 2001 | 오픈 유닉스 8        | 칼데라 시스템즈        |           | 7.1.2     |                                     |
| 2003 | 유닉스웨어 7.1.3     | SCO 그룹               |           | 7.1.3     |                                     |
| 2004 | 유닉스웨어 7.1.4     | SCO 그룹               |           | 7.1.4     | 더 이상 리눅스 커널에 포함되지 않음 |
| 2004 | 유닉스웨어 7.1.4 MP1 | SCO 그룹               |           | 7.1.4     | Maintenance pack 1                  |
| 2005 | 유닉스웨어 7.1.4 MP2 | SCO 그룹               |           | 7.1.4     | Maintenance pack 2                  |
| 2006 | 유닉스웨어 7.1.4 MP3 | SCO 그룹               |           | 7.1.4     | Maintenance pack 3                  |
| 2008 | 유닉스웨어 7.1.4 MP4 | SCO 그룹               |           | 7.1.4     | Maintenance pack 4                  |

## 같이 보기
- 칼데라 오픈리눅스
- 수세 리눅스